# Курпякова Ніна Вікторівна
Ніна Вікторівна Курпякова (нар.. 5 серпня 1988 року) — російська актриса театру і кіно, продюсер, сценарист, телеведуча.

## Біографія
Народилася 5 серпня 1988 року в Москві. 
Закінчила школу класичного танцю за спеціальністю артистка балету. Навчалася сучасного танцю в Парижі (фр. Centre International de Danse Jazz). Закінчивши Російський інститут театрального мистецтва — ГІТІС (Курс Васильєва Ю. Б) отримала запрошення служити в Московському академічному театрі сатири, де в 2007 році дебютувала в головній ролі (Де Мон Блан) у виставі «Чорна вуздечка білій кобилиці». 
У 2008 році стає ведучою телевізійної програми «Склок-шоу» на каналі «Столиця». У 2009 році пробує себе на радіо співведучою програми на радіо «Мегаполіс». З 2011 року співпрацює з Театром Ю. Васильєва, де прем'єрною стала головна роль (Наталі Вороніна) у виставі «Продавець іграшок». 
Багато і плідно знімалася в кіно і серіалах. У 2013 році пройшла курс навчання в кіношколі Cinemotion на продюсерському факультеті. Дипломною роботою став короткометражний фільм Час [Архівовано 12 серпня 2018 у Wayback Machine.], в якому Ніна виступила продюсером, співавтором сценарію і зіграла головну роль.
Фільм удостоєний нагород.
Крім роботи в кіно і театрі Ніна Курпякова підтримує культурно-громадські та благодійні проекти.
З 2017 року проживає в Аргентині у місті Буенос-Айрес.
З 24 квітня 2018 року одружена з аргентинським бізнесменом Германом Освальдо Вілламарін (порт. Germán Osvaldo Villamarin)

## Фільмографія
- 2017 — Гра з вогнем — роль Алла (реж. В.Донсков, Амальгама)
- 2017 — Золота орда — роль Авдотья (реж. Т.Алпатов, Марсмедіа)
- 2016 — Сімейні обставини — роль Настя (реж. О. Доброва-Куликова, Амедіа)
- 2015 — Золота клітка-роль Єва (реж. С. Кешиша, Ілюзіон)
- 2015 — Скліфосовський (4 сезон) — роль Маша Петренко (реж. Ю. Красновская, Руське)
- 2015 — Життя після життя — роль Тамара (реж. М. Вассербаум, Star Media)
- 2015 — Вікінг-2 — головна роль Ольга (реж. С. Мареев, Грін фільм)
- 2014 — Зелена карета — роль Ніночка (реж. О. Асадулін, Пропелер продакшн)
- 2014 — Тінь самотності — роль Євгена Аллілуєва (реж. А Мурадов, Піманов-фільм)
- 2013 — Анютине щастя — роль Лариса (реж. Б. Рабей, Руське)
- 2013 — Час [Архівовано 12 серпня 2018 у Wayback Machine.] — головна роль Ольга Казакова (реж. Марина Мигунова, «3Q-cinema»), (генеральний продюсер Ніна Курпякова), (автори сценарію Світлана Борисенок і Ніна Курпякова)
- 2013 — До смерті красива — Єлизавета (реж. Є. Двигубська, Леан-М)
- 2012 — Особисте життя слідчого Савельєва — Надія Лебедєва (реж. С. Крутов, Піраміда)
- 2012 — Військова розвідка. Північний фронт — головна роль: Рита Брусникина (реж. П. Амелін, Green Film)
- 2011 — Була тобі кохана — головна роль: Тетяна Хомутова (реж. С. Кирієнко, Pro100фільм)
- 2011 — Амазонки — Наташа (реж. В. Власова, В. Лаврентьєв, Новий проект)
- 2009 — 2011 — Маргоша — Анастасія Гончарова (реж. А. Сілкін, С. Арланов, Коста фільм)
- 2010 — Учительська — головна роль: Ольга (реж. Д. Орлов, Телеміст)
- 2010 — Небо в огне — головна роль: Фіра / Есфір Натансон (реж. Д. Черкасов, Star Media)
- 2010 — Наша Russia. Яйця долі — епізод (реж. Г. Орлов, Комеді клаб продакшн)
- 2010 — Москва не відразу будувалася — Галина (реж. М. Імбрагімбеков)
- 2009 — Варенька. Випробування любові — Людмила (реж. В. Девятілов, Руське)
- 2009 — Мій — сусідка Світлани (реж. А. Комков, Руське)
- 2009 — Одного разу буде кохання — епізодична роль (реж. Д. Магонов)
- 2008 — 2011 — Обручка — епізодична роль (реж. Д. Івановська)
- 2008 — Моя улюблена відьма — Віка (реж. А. Кірющенко, Леан-М)
- 2008 — Шалений янгол — епізодична роль
- 2008 — Життя, якого не було — Людмила Бялко (реж. Л. Мазор, Амедіа)
- 2008 — Ключі від щастя — епізодична роль (реж. Р. Просвірнін, Руське)
- 2008 — Година Волкова — Ліда (реж. Є. Грамматиков)
- 2008 — Чемпіон — Магда
- 2008 — Любиш-доведи — головна роль: Вона (реж. М. Коротченко, Амадей фільм)
- 2008 — Олександрівський сад 3. Полювання на Берію — Антоніна (реж. А. Піманов, Піманов і партнери)
- 2007 — Дочки-матері — Катя (реж. К. Ангеліна, Леан-М)
- 2007 — І падає сніг — Зінаїда Вольська (реж. М. Мигунова, Піраміда)
- 2007 — Тетянин день — Валерія (реж. М. Макєєв, І. Войтулевич, К. Гранітова-Лавровська, Н. Крутиков, Е. Марчеллі, Амедіа)
- 2006 — 2011 — Детективи — Стелла / Олена (сестри-близнюки) (реж. Д. Тихон)
- 2006 — Брати по-різному — Марина (реж. Р. Фокін, Амедіа)
- 2006 — Ніхто не знає про секс — Аліна (реж. А. Гордєєв, Park Cinema Production)
- 2005 — Солдати 4 Вікторія (реж. С. Арланов, Леан-М)
- 2005 — Поки чекає автомобіль — головна роль: Настя (реж. А. Коваль, Дальта)
- 2005 — Авантюристка — епізодична роль (реж. Д. Дьяченко)
- 2005 — Люба, діти і завод … — Анна
- 2005 — Аеропорт — епізодична роль (реж. Є. Грамматиков, А. Гурьянов)
- 2003 — 2005 — Адвокат — епізодична роль (реж. А. Соколов)
- 2001 — Вечеря — головна роль Настя (реж. Ю. Паюсова)
- 2000 — Гра в кохання — танцівниця (реж. Є. Гінзбург)

## Нагороди
- 2015 — Міжнародний Вірменський Кінофестиваль Жіночого Кіно «KIN» (Кращий російський фільм) м. Єреван, Вірменія
- 2015 — Золоті оплески (Кращий короткометражний фільм) м. Челябінськ, Росія
- 2014 — Кращий короткометражний фільм — Міжнародний благодійний кінофестиваль" Променистий ангел
- 2014 — Гран Прі, кращий фільм - кінофестиваль РROвзгляд[3]
- 2014 — Краща головна жіноча роль — у конкурсі «Короткий метр» Uncipar
- 2014 — Бронзова статуетка — Міжнародний Кінофорум Золотий Витязь
- 2014 — Два дипломи першого ступеня: у номінації «Ігрове кіно», а також за версією молодіжного журі — Міжнародний кінофестиваль Світло світу
- 2014 — Приз глядацьких симпатій-Міжрегіональний кінофестиваль Real Heroes Film Festival